# Grande chancellerie de l'ordre national du Bénin
 (juin 2021).
Si vous disposez d'ouvrages ou d'articles de référence ou si vous connaissez des sites web de qualité traitant du thème abordé ici, merci de compléter l'article en donnant les références utiles à sa vérifiabilité et en les liant à la section « Notes et références ».
La grande chancellerie de l'ordre national du Bénin est l’institution chargée de tout ce qui a trait avec les décorations présidentielles, militaires ou civiles. En 2021, l’institution est dirigée par la vice présidente du Bénin, Mariam Chabi Talata.

## Liste des présidents successifs
1. Salomon Biokou[1] ;
2. Koubourath Osséni[2] ;
3. Mariam Chabi Talata[3].